# Barthélemy Boganda
Barthélemy Boganda (4 de abril de 1910 – 29 de marzo de 1959) fue un líder político nacionalista de la actual República Centroafricana. Boganda fue un factor decisivo para la independencia de su país en el periodo en el cual este era parte del África Ecuatorial Francesa, con el nombre de Ubangui-Chari. Fungió como Primer Ministro del territorio autónomo de la República Centroafricana.
Boganda nació en una familia de agricultores, siendo adoptado y educado por un grupo de misioneros católicos. En 1938 fue ordenado como el primer sacerdote católico en el territorio de Ubangui-Chari. Durante la Segunda Guerra Mundial, Boganda hizo parte de múltiples misiones y después de esto, el Obispo de Bangui lo convenció para que participara en política. En 1946, pasó a ser el primer habitante de Ubangui-Chari en la Asamblea Nacional Francesa, en donde mantuvo una postura política en contra del racismo y el régimen colonial. Luego volvió a Ubangui-Chari, para formar un movimiento social contra el colonialismo francés, que llevó a constituir en 1949 en la fundación del MESAN (En francés Mouvement pour l'évolution sociale de l'Afrique noire, Movimiento para la evolución social del África negra); Un movimiento que tomo fuerza ente la clase trabajadora y los aldeanos. La reputación de Boganda se vio afectada al dejar el sacerdocio con el fin de casarse con Michelle Jourdain, una secretaria del parlamento. Sin embargo, esto no impidió que continuara su lucha a favor de un tratamiento igualitario y la reivindicación de los derechos civiles de los negros durante la década de los 50.
En 1958, después que Francia comenzaba a garantizar la independencia de la mayoría de sus colonias africanas, se reunió con el primer ministro Charles de Gaulle, para discutir la independencia de Ubangui-Chari. De Gaulle aceptó las propuestas que se le presentaron y el primero de diciembre, Boganda declaró el establecimiento de la República Centroafricana. Pasó a ser el Primer Ministro del territorio autónomo y cumplir como primer presidente de la República. Fue asesinado el 29 de marzo de 1959 durante un extraño accidente aéreo en ruta a Bangui. Expertos encontraron explosivos en los restos del avión, pero la información se mantuvo en secreto. Si bien nunca se identificaron los responsables del accidente, se ha sospechado del servicio secreto francés o incluso, de la esposa de Boganda. Poco más de un año después de su fallecimiento, el objetivo de Boganda se logró, al consolidar la independencia absoluta de la República Centroafricana.
- Datos: Q346690
- Multimedia: Barthélemy Boganda / Q346690